# Toccoa (Georgie)
Toccoa je hlavní město okresu Stephens County v Georgii ve Spojených státech. Nachází se přibližně 140 km severovýchodně od Atlanty. Podle sčítání lidu mělo město 9 323 obyvatel a rozlohu 24,6 km2. Nynějším starostou města je David Austin. 
Původními obyvateli byli Mississippští indiáni a poté Čerokíové. Prvními obyvateli evropského původu byli veteráni z americké války za nezávislost. V roce 1905 bylo město ustanoveno hlavním sídlem Stephens County.
Z města Toccoa pochází několik slavných lidí, mimo jiné zde byla založena kapela The Famous Flames, která byla v roce 2012 přidána do Rock and Roll Hall of Fame.